# Sam Dunn
Sam Dunn (nascido em 20 de março de 1974) é um antropólogo, baixista, cineasta, músico e pesquisador canadense.
Sam Dunn é conhecido por ter dirigido três grandes filmes/documentários/shows sobre o heavy metal, o Metal: A Headbanger's Journey (2005), a continuação desse, o Global Metal (2008) e o Iron Maiden's Flight 666 (2011), em que documenta a turnê Somewhere Back In Time da banda Iron Maiden, além da série de documentário para o canal a cabo VH1 Classic (2011 e 2014) e do talk show That Metal Show também para o canal a cabo VH1 Classic (2009 a 2015) .

## Filmografia
| Ano  | Documentário/Filme/Show                                                               |
| ---- | ------------------------------------------------------------------------------------- |
| 2005 | Metal: A Headbanger's Journey                                                         |
| 2008 | Global Metal                                                                          |
| 2009 | Iron Maiden: Flight 666                                                               |
| 2009 | Joe Bonamassa:Live From the Royal Albert Hall                                         |
| 2010 | Rush: Beyond The Lighted Stage                                                        |
| 2011 | Metal Evolution (Série de documentário para o canal VH1 Classic, do episódio 1 ao 11) |
| 2011 | Time Machine 2011: Live in Cleveland                                                  |
| 2011 | Motorhead The Wörld Is Ours: Vol 1 - Everywhere Further Than Everyplace Else          |
| 2011 | That Metal Show                                                                       |
| 2012 | En Vivo!                                                                              |
| 2013 | Satan                                                                                 |
| 2014 | Metal Evolution (Série de documentário para o canal VH1 Classic, episódio 12)         |
| 2014 | Super Duper Alice Cooper                                                              |